# Емир Мутапчић
Емир Мутапчић (Зеница, 27. мај 1960) је бивши југословенски и босанскохерцеговачки кошаркаш, а садашњи кошаркашки тренер. Са кошаркашком репрезентацијом бивше Југославије освојио је бронзану медаљу на Олимпијским играма 1984. у Лос Анђелесу. За репрезентацију је одиграо 120 утакмица. Мутапчић је био носилац Олимпијске бакље на Олимпијским играма 1984. у Сарајеву као тадашњи спортиста године града Сарајева. Тренутно је помоћни тренер у Бајерн Минхену.

## Успеси

### Играчки

#### Клупски
- Босна:
  - Првенство Југославије (2): 1979/80, 1982/83.
  - Куп Југославије (1): 1984.

#### Репрезентативни
- Олимпијске игре:  1984.
- Светско првенство:  1986.

### Тренерски

#### Клупски
- АЛБА Берлин:
  - Првенство Немачке (3): 2000/01, 2001/02, 2002/03.
  - Куп Немачке (2): 2002, 2003.